# Soledade (Recife)
O bairro da Soledade é um bairro do Recife, Pernambuco.
Criado por decreto municipal em 1988, com uma área pequena, é pouco conhecido como um bairro, sendo normalmente confundido com o bairro da Boa Vista, do qual foi desmembrado.
Limita-se com o bairro da Boa Vista, Derby e Santo Amaro.

## Edificações
- Igreja de Nossa Senhora da Soledade
- Santuário de Fátima [2][3]
- Palácio da Soledade [2](onde ficava o Colégio Nóbrega Jesuítas e que foi morada dos bispos do Recife e Olinda
- Teatro Valdemar de Oliveira